# Move On Alone
«Move On Alone» es la cuarta canción del primer álbum de los Jethro Tull, This Was.
Es el único tema de los Jethro Tull que no está cantado por Ian Anderson. Su interpretación corre a cargo de Mick Abrahams.
Con esta primera canción se inició la colaboración del grupo con David Palmer, quien, años después, se incorporaría al grupo.

## Intérpretes
Jethro Tull
- Ian Anderson: flauta, armónica, claghorn y piano.
- Mick Abrahams: voz, guitarra y guitarra de 9 cuerdas.
- Clive Bunker: batería, hooter, charm bracelet y percusión.
- Glenn Cornick: bajo.

Colaboradores
- David Palmer: arreglos de metal y dirección de orquesta.

## Versión del tema incluido en el álbumThis Is!de Mick Abrahams
| #  | Título          | Autor           | Tiempo |
| -- | --------------- | --------------- | ------ |
| 4. | "Move On Alone" | (Mick Abrahams) | 2:44   |